# Walt Disney Imagineering
Walt Disney Imagineering (WDI) wurde als WED Enterprises (WED = Walter Elias Disney) am 16. Dezember 1952 von Walt Disney gegründet. Walt Disney beauftragte eine Gruppe von Animatoren aus den Walt Disney Studios, den Disneyland-Park zu entwerfen und zu realisieren.

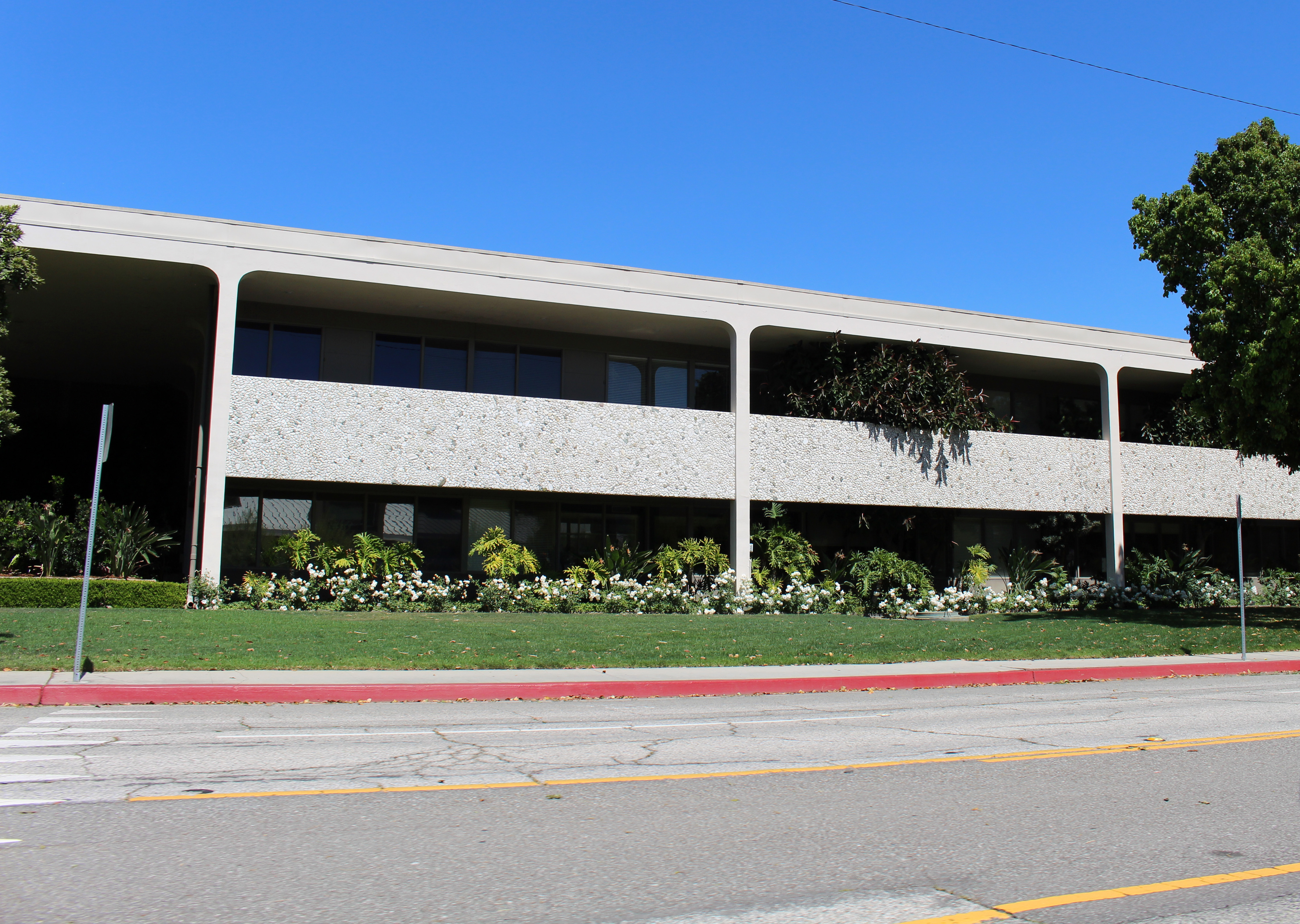
Hauptquartier von WDI

Im Jahr 1986 fand die Umbenennung von WED Enterprises in Walt Disney Imagineering durch Disneys damaligen CEO Michael Eisner statt. WDI gehört zu Disneys Sparte Disney Parks, Experiences and Products.
Seit der Gründung hat WDI folgende Resorts, Themenparks und Attraktionen geschaffen:
- Disneyland Resort
- Walt Disney World Resort
- Tokyo Disney Resort
- Disneyland Paris und Walt Disney Studios Park
- Hong Kong Disneyland Resort
- Shanghai Disney Resort